# Калиновский, Григорий Евстафьевич
Григорий Евстафьевич Калиновский (10 апреля 1900 года, село Яромирка, ныне Каменец-Подольский район, Хмельницкая область — 15 октября 1975 года, Псков) — советский военный деятель, Генерал-майор (02.11.1944).

## Биография
Григорий Евстафьевич Калиновский родился 10 апреля 1900 года в селе Яромирка ныне Каменец-Подольского района Хмельницкой области.

### Гражданская война
В апреле 1919 года был призван в ряды РККА и направлен красноармейцем в 7-й Сумской стрелковый полк, после чего принимал участие в боевых действиях на Южном фронте.
С июля 1919 года находился в долгосрочном отпуске.

### Межвоенное время
С января 1921 года служил красноармейцем в 7-м артиллерийском дивизионе (24-я стрелковая дивизия). В ноябре того же года был направлен на учёбу на Лубнинские пехотные курсы, после окончания которых в октябре 1922 года был направлен в Полтавскую пехотную школу, после окончания которой в августе 1925 года был направлен в 88-й стрелковый полк (30-я стрелковая дивизия), где служил на должностях командира взвода, помощника командира и командира роты, а затем был назначен на должность командира роты в составе Криворожского стрелкового полка (Криворожская стрелковая дивизия, Украинский военный округ).
В 1930 году закончил Военную академию имени М. В. Фрунзе и в апреле 1933 года был назначен на должность начальника полковой школы 5-го колхозного полка (2-я колхозная дивизия, ОКДВА), в июне 1936 года — на должность командира батальона в составе этого же полка, в декабре 1936 года — на должность командира батальона и начальника штаба 197-го стрелкового полка (66-я стрелковая дивизия, 1-я Краснознамённая армия), а в декабре 1939 года — на должность начальника 1-й части штаба 4-й стрелковой бригады.

### Великая Отечественная война
С началом войны Калиновский находился на прежней должности.
В августе 1941 года был назначен на должность начальника штаба 239-й моторизованной дивизии (1-я Краснознамённая армия, Дальневосточный фронт), в январе 1942 года — на должность командира 817-го стрелкового полка (239-я стрелковая дивизия, 10-я армия), который принимал участие в ходе контрнаступления под Москвой, ведя боевые действия на подступах к Юхнову.
В феврале 1943 года был назначен на должность заместителя командира 239-й стрелковой дивизии, с 1 мая 1943 командир 65-й стрелковой дивизии которая принимала участие в боевых действиях во время Новгородско-Лужской и Выборгской наступательных операций.
С 3 по 20 сентября 1944 года был командиром 134-го стрелкового корпуса, который принимал участие в ходе в оборонительных и наступательных боевых действий на кандалакшском направлении.
30 декабря 1944 года был назначен на должность командира 4-го стрелкового корпуса, который находился в резерве Ставки Верховного Главнокомандования, а в январе 1945 года был включён в состав Беломорского военного округа.
24 июня 1945 года был командиром сводного полка Карельского фронта на историческом параде Победы.

### Послевоенная карьера
После окончания войны Калиновский продолжил командовать корпусом.
В мае 1946 года был направлен на учёбу на высшие академические курсы при Высшей военной академии имени К. Е. Ворошилова, после окончания которых в марте 1947 года был назначен на должность заместителя командира 15-го гвардейского воздушно-десантного корпуса.
Генерал-майор Григорий Евстафьевич Калиновский в декабре 1955 года вышел в запас. Умер 15 октября 1975 года во Пскове.

## Награды
- Два ордена Ленина;
- Четыре ордена Красного Знамени;
- Орден Суворова 2 степени;
- Орден Красной Звезды;
- Медали;
- Иностранный орден.